# Hauk-klass
Hauk-klass är en klass robotbeväpnade patrullbåtar tillverkade för norska Sjøforsvaret under slutet av 1970-talet. Alla fartyg i klassen moderniserades 2001 för att kunna fortsätta tjänstgöra fram till 2015. Meningen var att de successivt skulle ersättas med fartyg i Skjold-klassen, men i stället togs alla fartyg ur tjänst 2008 trots att bara det första fartyget i Skjold-klassen hade tagits i tjänst. De flesta av fartygen skrotades, men fem fartyg såldes hösten 2012 till en hemlig köpare i Southampton tillsammans med trängfartyget Horten.
Hauk-klassen har stora likheter med svenska flottans Hugin-klass som utvecklades samtidigt och även byggdes på samma varv i Norge

## Fartyg i klassen
| Bognummer | Namn  | Tagen i tjänst    |
| --------- | ----- | ----------------- |
| P986      | Hauk  | 17 augusti 1977   |
| P987      | Ørn   | 19 januari 1979   |
| P988      | Terne | 13 mars 1979      |
| P989      | Tjeld | 25 maj 1979       |
| P990      | Skarv | 17 juli 1979      |
| P991      | Teist | 11 september 1979 |
| P992      | Jo    | 1 november 1979   |
| P993      | Lom   | 15 januari 1980   |
| P994      | Stegg | 18 mars 1980      |
| P995      | Falk  | 30 april 1980     |
| P996      | Ravn  | 20 maj 1980       |
| P997      | Gribb | juli 1980         |
| P998      | Geir  | 16 september 1980 |
| P999      | Erle  | 10 december 1980  |